# Henri Bacry
 (novembre 2014).
Si vous disposez d'ouvrages ou d'articles de référence ou si vous connaissez des sites web de qualité traitant du thème abordé ici, merci de compléter l'article en donnant les références utiles à sa vérifiabilité et en les liant à la section « Notes et références ».
Pour les articles homonymes, voir Bacry.
Henri Bacry (Alger, 29 octobre 1928 - Paris, 9 juin 2010) est un physicien français contemporain, professeur émérite à l'université de la Méditerranée Aix-Marseille II.

## Biographie
Henri Bacry commence comme assistant à la faculté des sciences d'Alger puis devient professeur de mathématiques spéciales au lycée Bugeaud à Alger.
Il a été chercheur invité à l'Institute for Advanced Study de Princeton en 1966 et devient, en 1969, professeur à la faculté des sciences de Luminy.
Il travaille un moment au CERN de Genève.
En 1972, il crée l'International Colloquium on Group Theoretical Methods in Physics.
On lui doit de nombreuses publications en physique théorique sur des problèmes de symétrie dans des domaines variés allant de la relativité à la physique des particules, à l'optique, à la physique du solide et à la mécanique statistique ainsi que quelques travaux en mathématiques.

## Publications
- avec Jean-Marc Lévy-Leblond Possible Kinematics , J. Math. Phys., Vol. 9, 1969, pp. 1605-1614 doi : 10.1063 / 1.1664490 (discuté par Freeman Dyson lors de sa conférence Gibbs de 1972, « Occasions manquées »)
- Constellations et groupes classiques projectifs , Comm. Math. Pays., Vol. 72, 1980, p. 119-130 doi : 10.1007 / BF01197631
- La Symétrie dans tous ses états, préface d'Alain Connes, Paris, Vuibert, 2000  (ISBN 2-7117-5267-4)
- Théorie des groupes et constellations, éditions Publibook, 2004